# Далекогледство
Далекогледство (Хиперметропия, Hypermetropia) е намалена зрителна острота поради по-малка дължина на очната ябълка или по-малка пречупваща сила на очната леща. Далекогледството се изразява в нарушена способност да се виждат ясно близки обекти. При далекогледство главният фокус F на окото остава зад ретината. Образът се получава зад ретината и ако нарушението е слабо, то се компенсира чрез акомодация. С напредване на възрастта, акомодацията отслабва, получава се възрастово далекогледство (пресбиопия). Далекогледството при децата обикновено е вродена аномалия на пречупващата сила на окото и влияе на зрителната острота при гледане надалеч и в много по-голяма степен при гледане наблизо. При установена диагноза от лекар офталмолог за хиперметропия се определят очила за постоянно носене или контактни лещи. Далекогледството се коригира с изпъкнали (конвексни) сферични лещи.

## Разширяване на зениците
В млада възраст и при невисока степен на далекогледство хората виждат добре както надалеч, така и наблизо благодарение на акомодацията на окото. Смята се, че поради тази особеност до 60% от далекогледствата остават скрити. Тази компенсация обаче съвсем не е неизчерпаема и може да доведе до хронична очна умора. Поради това по време на очен преглед при млад човек с оплаквания винаги се разширяват зениците на очите, за да се потърси скрито далекогледство.

## Есхимерен лазер и далекогледство
Есхимерният лазер замества напълно очилата за постоянно носене, но при млади хора със скрито далекогледство се оперира само когато пълният диоптър е изведен на повърхността. Поради това младите хиперметропи се подготвят за операция с носене на по-силни очила за известен период от време.

## Патологично далекогледство
Всички новородени се раждат с далекогледство, като с годините този диоптър намалява или изчезва. В случаите, в които това не се случва или има разлика между двете очи, може да се развие състоянието „мързеливо око“ или кривогледство.
При много висока степен на далекогледство окото е малко (микрофталм), с малка роговица и е разположено дълбоко в орбитата. Такива очи са предразположени към глаукома.
За разлика от късогледството далекогледството не прогресира. Отслабването на зрението, което се наблюдава с напредване на възрастта (пресбиопия), се дължи на отслабване на акомодационната способност. Стъклата, които се предписват за далекогледство, са „плюс“ (събирателни). Те коригират намалената или липсваща пречупвателна сила на окото.